# Lunds stifts riksdagsmän i prästeståndet
Följande personer företrädde Lunds stift i prästeståndet vid Sveriges ståndsriksdag. Listan är komplett för ståndsriksdagarna 1809–1866 men inkluderar inte tidigare riksdagar.
Enligt 1810 års riksdagsordning var biskopen i varje stift självskriven ledamot i prästeståndet. Lunds stift skulle bland sina kyrkoherdar utse fyra ledamöter, och komministrarna i stiftet hade möjlighet att inom sig utse ytterligare en ledamot.

### Riksdagen 1809–1810
- Biskop Nils Hesslén (frånvarande)
- Wilhelm Faxe
- Nils Hallström
- Johan Jakob Hellman
- Christian Wåhlin

### Urtima riksdagen 1810
- Biskop Nils Hesslén (frånvarande)
- Peter Julius Appelberg (intog sin plats 28/7 1810)[3]
- Wilhelm Faxe
- Johan Carl Morell
- Henrik Schartau

### Urtima riksdagen 1812
- Biskop Wilhelm Faxe
- Johan Jakob Hellman
- Lars Anders Palm
- Carl Sonnberg Rönbeck
- Christian Wåhlin

### Urtima riksdagen 1815
- Biskop Wilhelm Faxe
- Nils Hallström
- Lars Anders Palm
- Carl Sonnberg Rönbeck
- Christian Wåhlin

### Urtima riksdagen 1817–1818
- Biskop Wilhelm Faxe
- Carl Adolph Agardh
- Lars Anders Palm
- Carl Sonnberg Rönbeck
- Christian Wåhlin

### Riksdagen 1823
- Biskop Wilhelm Faxe
- Olof Gottfrid Horster (död 17/4 1823)
  - Carl Adolph Agardh (från 11/6 1823)[4]
- Lars Anders Palm
- Carl Sonnberg Rönbeck
- Mattias Sundius

### Riksdagen 1828–1830
- Biskop Wilhelm Faxe
- Gustaf Broomé
- Sven Didrik Nibelius
- Abraham Zacharias Pettersson
- Carl Sonnberg Rönbeck

### Urtima riksdagen 1834–1835
- Biskop Wilhelm Faxe
- Carl Adolph Agardh (till mars 1835)[5]
- Magnus Bruzelius (avsade sig uppdraget i skrivelse 22/10 1834)[6]
  - Anders Otto Lindfors (från 18/12 1834)
- Jonas Albin Engeström
- Carl Hallbeck

### Riksdagen 1840–1841
- Biskop Wilhelm Faxe (frånvarande)
- Christian Gissel Berlin
- Carl Hallbeck
- Kristoffer Sylvan
- Johan Henrik Thomander

### Urtima riksdagen 1844–1845
- Biskop Wilhelm Faxe (frånvarande)
- Christian Gissel Berlin
- Carl Hallbeck
- Henrik Reuterdahl
- Johan Henrik Thomander

### Riksdagen 1847–1848
- Biskop Wilhelm Faxe (frånvarande)
- Christian Gissel Berlin
- Lars Grönvall
- Henrik Reuterdahl
- Johan Henrik Thomander

### Riksdagen 1850–1851
- Biskop Wilhelm Faxe (frånvarande)
- Christian Gissel Berlin
- Jakob Nilsson Quiding
- Henrik Reuterdahl
- Johan Henrik Thomander (till 1/5 1851)[7]
  - Lars Paulus Holmberg (från 3/5 1851)

### Riksdagen 1853–1854
- Biskop Wilhelm Faxe (frånvarande)
- Christian Gissel Berlin
- Ebbe Gustaf Bring
- Lars Paulus Holmberg
- Jakob Nilsson Quiding

### Riksdagen 1856–1858
- Biskop Johan Henrik Thomander
- Christian Gissel Berlin
- Ebbe Gustaf Bring
- Lars Paulus Holmberg
- Henrik Schönbeck

### Riksdagen 1859–1860
- Biskop Johan Henrik Thomander (frånvarande)
- Christian Gissel Berlin
- Josef Rudolf Falck
- Anton Niklas Sundberg
- Jöns Ternström

### Riksdagen 1862–1863
- Biskop Johan Henrik Thomander (frånvarande)
- Christian Gissel Berlin (död 4/7 1863)
  - Holjer Witt (från 29/8 1863)
- Josef Rudolf Falck
- Anton Niklas Sundberg
- Jöns Ternström

### Riksdagen 1865–1866
- Josef Rudolf Falck
- Wilhelm Flensburg (biskop för stiftet fr.o.m. 31/1 1866)[8]
  - Samuel Heurlin (från 7/2 1866)
- Nils Teodor Simonsson
- Jöns Ternström